# Gmina Rząśnia
Die Gmina Rząśnia ist eine Landgemeinde im Powiat Pajęczański der Woiwodschaft Łódź in Polen. Sie hat etwa 5000 Einwohner. Ihr Sitz ist das gleichnamige Dorf mit etwa 1130 Einwohnern.

## Geographie

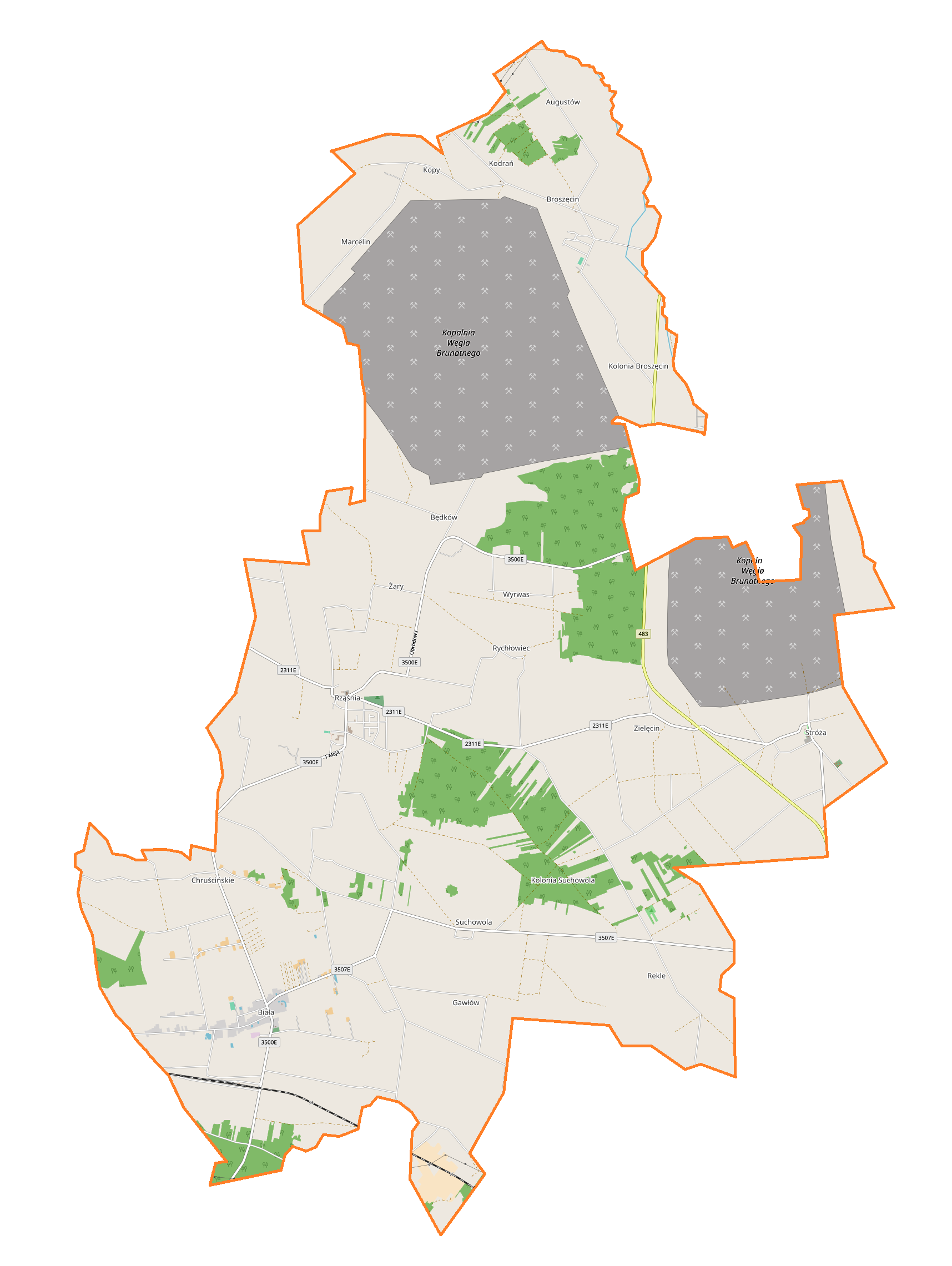
Karte der Gemeinde

Die Gemeinde liegt im Süden der Woiwodschaft. Die Kreisstadt Pajęczno liegt zehn Kilometer südwestlich, Bełchatów 30, Łódź 80 Kilometer nordöstlich und Częstochowa 50 Kilometer südlich. Nachbargemeinden sind Rusiec im Nordwesten, Szczerców im Norden, Sulmierzyce im Osten, Pajęczno im Süden und Kiełczygłów im Westen. Die Gemeinde hat eine Fläche von 86,1 km², von der 80 Prozent land- und 13 Prozent forstwirtschaftlich genutzt werden. Ihr Gebiet ist mit etwa 57 Einwohnern/km² dünn besiedelt. Der Norden und Osten der Gemeinde ist vom Braunkohletagebau geprägt.

## Geschichte
Das Gebiet gehörte zwischen 1939 und 1945 zum Landkreis Welun im Reichsgau Wartheland. Die Orte erhielten in dieser Zeit deutsche Ortsnamen. Die Landgemeinde Rząśnia wurde 1954 in Gromadas aufgelöst und zum 1. Januar 1973 als aus Gromadas wieder errichtet. Von 1975 bis 1998 gehörte die Gemeinde zur Woiwodschaft Piotrków. Der Powiat Radomszczański war in dieser Zeit aufgelöst. Die Landgemeinde kam 1999 an den Powiat Pajęczański der Woiwodschaft Łódź. Wójt ist Tomasz Stolarczyk (2024).

## Gliederung
Zur Landgemeinde (gmina wiejska) Rząśnia gehören 14 größere Dörfer mit 15 Schulzenämtern (sołectwa). Suchowola hat zwei Schulzenämter. Kleinere Dörfer und Siedlungen sind den Ämter zugeordnet:
Rząśnia (1943–1945 Ronsau)
Augustów
Będków (1943–1945 Bendkau)
Biała (1943–1945 Weißadel)
Broszęcin mit Kolonia Broszęcin
Gawłów (1943–1945 Gauland)
Kodrań mit Kopy
Marcelin mit Krysiaki
Rekle (1943–1945 Reckenfeld)
Stróża (1943–1945 Wächtern) mit Ścięgna
Suchowola Wieś, ein Ortsteil von Suchowola (1943–1945 Dürrbusch)
Suchowola-Majątek, ein Ortsteil von Suchowola
Zabrzezie (1943–1945 Birkweiler)
Żary (1943–1945 Sohr) mit Rychłowiec
Zielęcin (1943–1945 Seeling)
Die Ortschaft Zabrzezie wurde durch den Braunkohletagebau Kopalnia Węgla Brunatnego Bełchatów (KWB Bełchatów) der PGE zur Wüstung. Eine weitere Wüstung ist Krysiaki.

## Verkehr
Die Woiwodschaftsstraße DW483 führt von Łask an der Schnellstraße S8 über Zielęcin im Osten der Gemeinde und Nowa Brzeźnica an der Landesstraße DK42 nach Częstochowa.
Der Haltepunkt Biała Szlachecka liegt an der Bahnstrecke Wyczerpy–Chorzew Siemkowice.
Der nächste internationale Flughafen ist Łódź.